# اورورو کانابیس

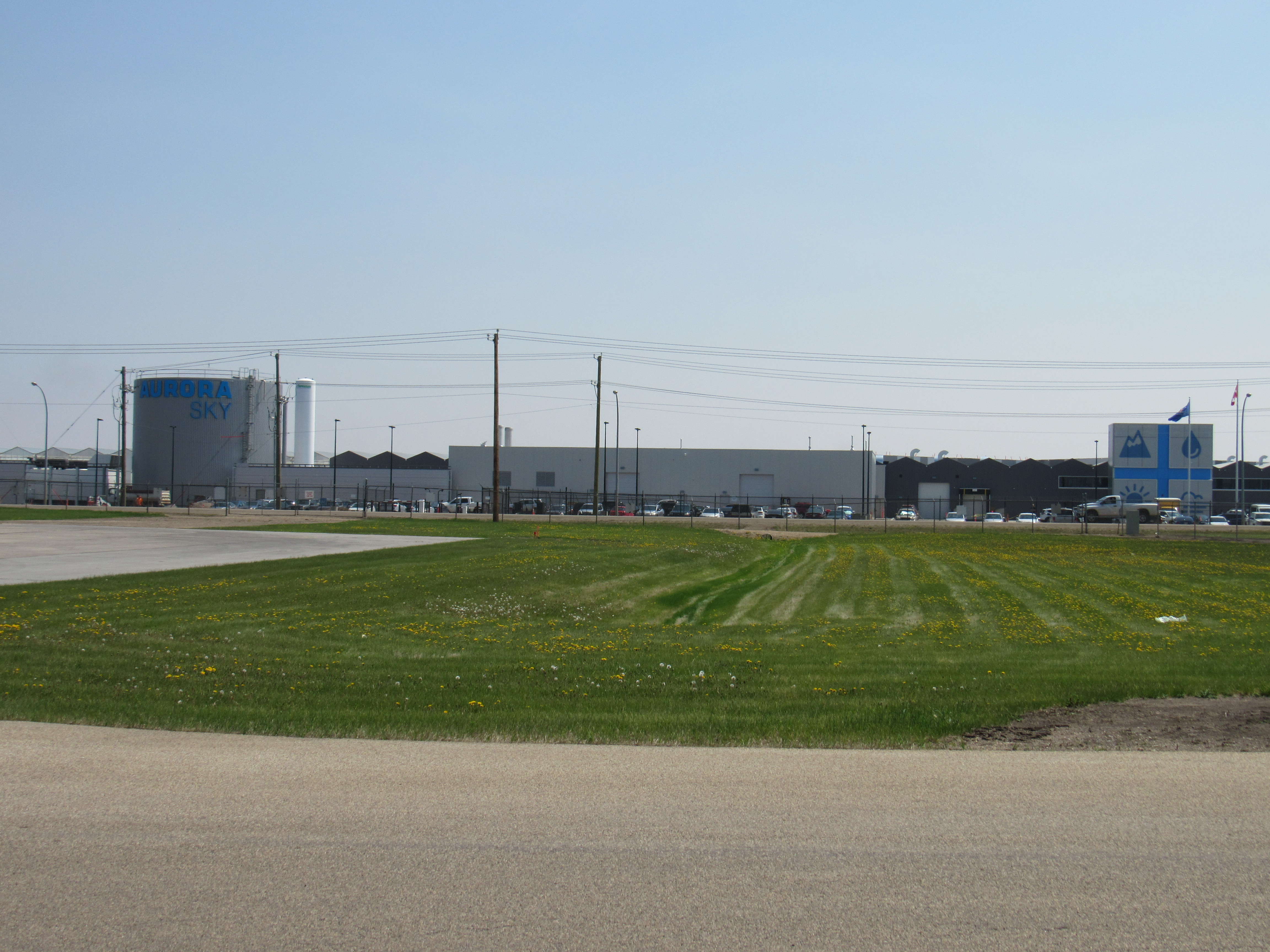
گلخانه و مقر اصلی اورورو کانابیس در فرودگاه بین‌المللی ادمونتون

اورورو کانابیس (انگلیسی: Aurora Cannabis) شرکت تولید ماری‌جوانا کانادایی است، که در سال ۲۰۰۶ تأسیس شد.